# Меделівка
Меде́лівка — село в Україні, у Житомирському районі Житомирської області. Входить до складу Радомишльської міської громади. Населення становить 338 осіб (2001).

## Історія
У 1900 році власницьке село Вишевицької волості Родомисльського повіту Київської губернії. Відстань від повітового міста 22  версти, від волості 5. Дворів 165, мешканців 959, 1 школа грамоти, 1 церковно-прихідська школа, 2 водяних млинів, 1 запасний хлібний магазин.
У 1923—54 роках — адміністративний центр Меделівської сільської ради Радомишльського району. До 2017 року орган місцевого самоуправління — Мірчанська сільська рада.